# 纳瓦尔 (韦斯卡省)
纳瓦尔，是西班牙阿拉贡自治区韦斯卡省的一个市镇。总面积47平方公里，总人口314人（2001年），人口密度7人/平方公里。